# 민스크마조비에츠키

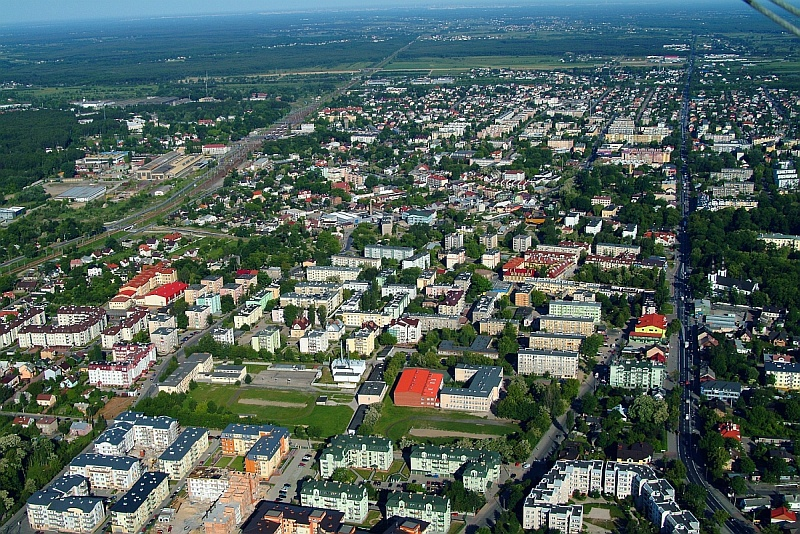
민스크마조비에츠키 시가지

민스크마조비에츠키(폴란드어: Mińsk Mazowiecki)는 폴란드 마조프셰주에 위치한 도시로 면적은 13.12km2, 인구는 40,999명(2020년 기준), 인구 밀도는 3,100명/km2이다. 벨라루스의 수도인 민스크와 구별하기 위하여 마조프셰 지방을 뜻하는 '마조비에츠키'라는 이름이 붙었다. 폴란드의 수도인 바르샤바 도심에서 약 40km 정도 떨어진 곳에 위치한다.
1421년에 바르샤바의 야누시 1세 공작에 의해 도시 지위를 부여받았으며 1629년에 교회가 건립되었다. 1795년에 일어난 제3차 폴란드 분할에 따라 오스트리아 합스부르크 군주국에 편입되었고 1867년에 노보민스크(Nowomińsk)로 이름을 바꿨다. 1916년에 지금과 같은 이름으로 바뀌었으며 1918년에 제1차 세계 대전의 종전과 함께 폴란드에 편입되었다.

시기
시 문장